# Efe Ambrose
Efetobore „Efe“ Ambrose Emuobo (* 18. Oktober 1988 in Kaduna) ist ein nigerianischer Fußballspieler. Der Abwehrspieler spielt zurzeit bei AFC Workington in der Northern Premier League und war langjähriger nigerianischer Nationalspieler.

## Vereinskarriere
Efe Ambrose wurde in Kaduna aus dem gleichnamigen Bundesstaat in Nigeria geboren. Ab 2006 stand Ambrose im Kader des FC Kaduna United, bei dem er 2010 den nigerianischen Pokal gewinnen konnte. Von 2008 bis 2009 spielte er leihweise beim FC Bayelsa United aus Yenagoa, mit dem er Meister in der nigerianischen Premier League wurde. Im Sommer 2010 folgte der Wechsel ins Ausland zum MS Aschdod aus Israel. In zwei Jahren, die er beim Klub aus der Ligat ha’Al verbrachte, kam Ambrose insgesamt 67-mal zum Einsatz und konnte drei Tore erzielen. Im August 2012 wechselte er zu Celtic Glasgow und unterschrieb dort für drei Jahre. Sein Debüt für die Bhoys gab er im Ligaspiel gegen Dundee United, nachdem er in der 86. Spielminute für Scott Brown eingewechselt wurde. Den ersten Treffer für Celtic konnte er bei einem 5:0-Auswärtssieg gegen den FC St. Mirren erzielen. Am Ende seiner Debütsaison in Glasgow konnte Ambrose neben dem schottischen Pokal auch die Meisterschaft mit dem Team gewinnen. Am 1. März 2017 wurde Ambrose an Hibernian Edinburgh verliehen. In der Sommerpause wurde er vom Erstligaaufsteiger fest verpflichtet. Nach 59 Erstligaeinsätzen für die Hibs, wurde sein Vertrag am 4. Januar 2019 einvernehmlich aufgelöst.
Mitte Februar 2019 schloss er sich bis Saisonende dem englischen Zweitligisten Derby County an. Für den Verein blieb er ohne Einsatz und war ab Juli 2019 für ein halbes Jahr vereinslos. Im Februar 2020 unterschrieb Ambrose einen Vertrag über 18 Monate beim schottischen Erstligisten FC Livingston.
Im September 2021 wechselte er ebenfalls nach Vereinslosigkeit zum FC St. Johnstone. Dort wurde er im Februar 2022 bis zum Ende der Saison 2021/22 an den Zweitligisten Dunfermline Athletic verliehen.
Nach anschließender erneuter Zeit ohne Verein schloss er sich im Oktober 2022 dem ebenfalls in der Championship spielenden Greenock Morton an. Am 25. Juli 2023 unterschrieb Ambrose einen Vertrag bei der Queen of the South, der bis zum 31. Dezember 2023 lief. Im Juni 2024, schloss er sich dem FC Bury, an. Bury gab am 23. August 2024 bekannt, dass Ambrose den Verein nach dem FA-Vase-Spiel am darauffolgenden Tag verlassen würde. Da er weiterhin in Schottland lebte, war die regelmäßige Anreise nach Bury für ihn und seine Familie nicht länger tragbar. Nur drei Tage später, am 26. August 2024, wechselte Ambrose zum Northern-Premier-League-Premier-Division-Club AFC Workington.

## Nationalmannschaft
Für Nigeria spielt Ambrose seit 2008. Mit der U-23 seines Heimatlandes konnte der Defensivspieler die Silbermedaille bei den Olympischen Sommerspielen 2008 in Peking gewinnen. Für die A-Elf seines Heimatlandes nahm er des Weiteren erfolgreich an der Afrikameisterschaft 2013 teil, die mit dem Gewinn des Titels abgeschlossen wurde, wobei Ambrose dreimal im Turnierverlauf zum Einsatz kam und in die Mannschaft des Turniers gewählt wurde.

## Erfolge
mit Bayelsa United:
- Nigerianischer Meister: 2009

mit Kaduna United:
- Nigerianischer Pokalsieger: 2010

mit Celtic Glagow:
- Schottischer Meister: 2013, 2014, 2015, 2016, 2017
- Schottischer Pokalsieger: 2013
- Schottischer Ligapokalsieger: 2015, 2017

mit Nigeria:
- Afrikameister: 2013
- Silbermedaille Olympische Sommerspiele 2008